# Wiesmann MF 30
Wiesmann MF 30 – sportowy samochód osobowy produkowany przez niemiecką firmę Wiesmann. Dostępny jako 2-drzwiowy roadster. Pod względem konstrukcyjnym jest zbliżony do modelu MF 3, różni się od niego silnikiem. Do napędu MF 30 użyto silnika BMW R6 o pojemności trzech litrów. Moc przenoszona była na oś tylną poprzez 5-biegową manualną skrzynię biegów.

## Dane techniczne

### Silnik
- R6 3,0 l (2979 cm³), 4 zawory na cylinder, DOHC
- Układ zasilania: wtrysk
- Średnica × skok tłoka: 84,00 mm × 89,60 mm
- Stopień sprężania: 10,2:1
- Moc maksymalna: 231 KM (170 kW) przy 5900 obr./min
- Maksymalny moment obrotowy: 300 N•m przy 3500 obr./min

### Osiągi
- Przyspieszenie 0-100 km/h: 5,9 s
- Prędkość maksymalna: 230 km/h